# Syngès
 Syngès ou Syggès serait un roi du Bosphore qui aurait régné d'environ 258 à 276 (?).

## Règne
Syngès ou Syggès serait un roi du Bosphore d'origine inconnue, classé parmi les « usurpateurs scythes » par Bernard Karl von Koehne. Son règne potentiel s'intercale entre ceux de Pharsanzès et de Teiranès. Il n'est connu que par le biais de monnaies avec la légende « BACI(ΛEΩC) CYΓΓHC ». Elles représentent la tête diadémée d'un roi à droite, revêtu d'un chiton, et sur le revers Astarté ou Aphrodite (?) assise, d'un travail très grossier. Elle est tournée à gauche et tient dans sa main droite un objet (caducée ?), sa tête est dessinée par un carré, et sur sa poitrine figurent 2 ou 3 globes.
L'authenticité de ces pièces ne fait pas l'unanimité parmi les spécialistes, ce qui explique sans doute que ce roi Syngès soit exclu de plusieurs listes chronologiques récentes.